# Allerby
Allerby – wieś w Anglii, w Kumbrii. Leży 36 km na południowy zachód od miasta Carlisle i 421 km na północny zachód od Londynu.